# 데릭 벨

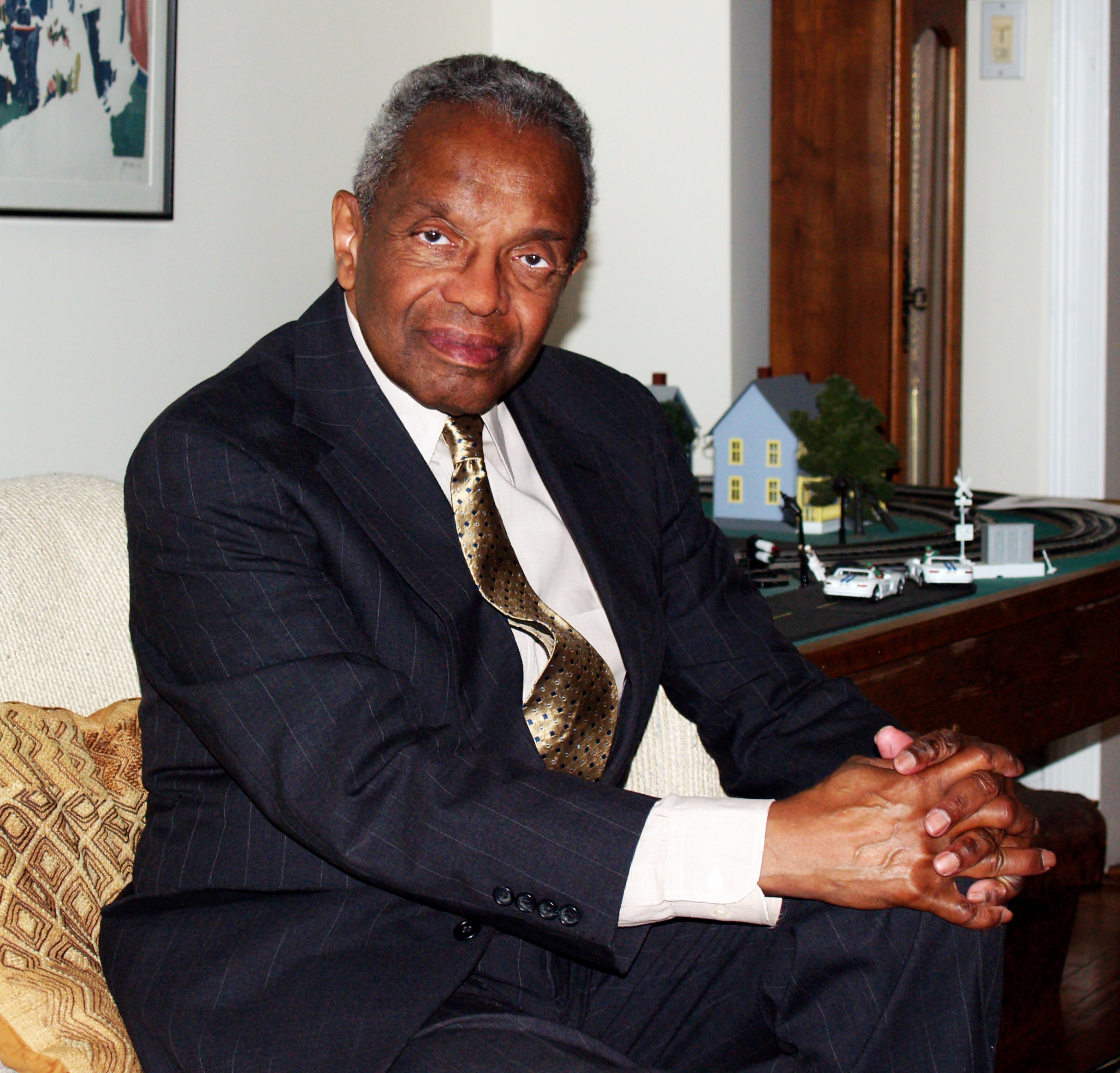
데릭 벨

데릭 벨(Derrick Albert Bell Jr.; 1930년 11월 6일 - 2011년 10월 5일)은 미국의 변호사, 교수, 시민운동 활동가이다. 그는 비판적 인종 이론을 창시했으며 그의 이론은 흑인들이 백인들에 비해 차별 받고 있는 데에 대한 이론적 배경을 갖게 하였다.